# Canton de Meung-sur-Loire
Le canton de Meung-sur-Loire est une circonscription électorale française, située dans le département du Loiret et la région Centre-Val de Loire.
À la suite du redécoupage cantonal de 2014, les limites territoriales du canton sont remaniées. Le nombre de communes du canton passe de 10 à 32.

## Histoire
Un nouveau découpage territorial entre en vigueur en mars 2015, défini par le décret du 25 février 2014, en application des lois du 17 mai 2013 (loi organique 2013-402 et loi 2013-403). Les conseillers départementaux sont, à compter de ces élections, élus au scrutin majoritaire binominal mixte. Les électeurs de chaque canton élisent au Conseil départemental, nouvelle appellation du Conseil général, deux membres de sexe différent, qui se présentent en binôme de candidats. Les conseillers départementaux sont élus pour 6 ans au scrutin binominal majoritaire à deux tours, l'accès au second tour nécessitant 12,5 % des inscrits au 1er tour. En outre la totalité des conseillers départementaux est renouvelée. Ce nouveau mode de scrutin nécessite un redécoupage des cantons dont le nombre est divisé par deux avec arrondi à l'unité impaire supérieure. Dans le Loiret, le nombre de cantons passe ainsi de 41 à 21. Le canton de Meung-sur-Loire est maintenu, mais le nombre de communes le composant passe de 10 à 32.

## Représentation

### Conseillers généraux de 1833 à 2015
| Période                                  | Période          | Identité                                    | Étiquette       | Qualité |
| ---------------------------------------- | ---------------- | ------------------------------------------- | --------------- | --- |
| 1833                                     | 1836             | Jean Joseph Mélottée-Hardy (1774-1846)      |                 | Propriétaire et meunier à Orléans |
| 1836                                     | 1848             | Baron Bénigne-Léon Le Couteulx du Molay     | Conservateur    | Ancien secrétaire d'ambassade Député du Loiret (1846-1848) Propriétaire à Meung-sur-Loire                                                                   |
| 1848                                     | 1852             | Gilbert Antoine Pierre Hautereau-Desbruères |                 | Capitaine d'infanterie propriétaire à Meung-sur-Loire |
| 1852                                     | 1871             | Baron Bénigne-Léon Le Couteulx du Molay     | Conservateur    | Ancien Député du Loiret (1846-1848) Maire de Meung-sur-Loire                                                                                                |
| 1871                                     | 1876 (démission) | Jean-François Guille                        |                 | Notaire, maire de Meung-sur-Loire (1870-1876) |
| 1876                                     | 1880             | Henri Hybord                                | Droite          | Docteur en médecine à Meung-sur-Loire |
| 1880                                     | 1883 (décès)     | Louis Joseph Pombla dit le Jeune            | Républicain     | Maire de Meung-sur-Loire |
| 1883                                     | 1919             | Fleury Raubardeau                           | Républicain     | Notaire à Orléans Maire de Meung-sur-Loire (1887-1896) |
| 1919                                     | 1922             | Emmanuel Troulet                            |                 | Maire de Meung-sur-Loire (1912-1938), conseiller d'arrondissement                                                                                           |
| 1922                                     | 1934             | François Gaumet                             | URD             | Notaire Maire d'Epieds-en-Beauce (1925-1941), député (1928-1932)                                                                                            |
| 1934                                     | 1940             | Léon Pellé                                  | RG-DVD          | Cultivateur Maire de Huisseau-sur-Mauves Député du Loiret (1932-1942) Nommé conseiller départemental en 1943                                                |
|                                          |                  | Seconde Guerre mondiale                     |                 | |
| 1945                                     | 1949             | Lucien Denis                                | Radical         | Négociant en nouveautés Maire de Meung-sur-Loire (1945-1953)                                                                                                |
| 1949                                     | 1971 (décès)     | Paul Vivier (1891-1971)                     | CNIP            | Cultivateur Maire de Charsonville |
| 1972                                     | 1985             | Roger Destouches                            | DVD puis UDF-PR | Pharmacien Maire de Meung-sur-Loire (1977-1983) |
| 1985                                     | 2015             | Éric Doligé                                 | RPR puis UMP    | Chef d'entreprise Maire de Meung-sur-Loire (1983-2001) Député du Loiret (1988-2001) Sénateur du Loiret (2001-2017) Président du conseil général (1994-2015) |
| Les données manquantes sont à compléter. |                  |                                             |                 | |

#### Résultats électoraux détaillés
- Élections cantonales de 2004 : Éric Doligé (UMP) est élu au 2e tour avec 61,45 % des suffrages exprimés, devant Gérard Gascoin   (VEC) (38,55 %). Le taux de participation est de 63,7 % (8 236 votants sur 12 929 inscrits)[14].
- Élections cantonales de 2011 : Éric Doligé (UMP) est élu au 2e tour avec 59,5 % des suffrages exprimés, devant Patrice David   (VEC) (40,5 %). Le taux de participation est de 41,81 % (5 804 votants sur 13 883 inscrits)[15].

### Conseillers d'arrondissement (de 1833 à 1940)
| Période                                  | Période | Identité                                     | Étiquette | Qualité |
| ---------------------------------------- | ------- | -------------------------------------------- | --------- | --- |
| 1833                                     | 1839    | Jean Baptiste Landron-Chicoineau (1786-1862) |           | Juge de paix à Meung-sur-Loire                                                                              |
|                                          |         |                                              |           | |
| 1848                                     | 1852    | M. Chaveneau                                 |           | |
| 1852                                     |         | Jean-Baptiste Landron (1786-1862)            |           | Juge de paix à Meung-sur-Loire                                                                              |
|                                          |         |                                              |           | |
| 1877                                     |         | Louis Narcisse Cointepas                     |           | Cultivateur à Meung-sur-Loire                                                                               |
|                                          |         |                                              |           | |
| 1907                                     | 1919    | Emmanuel Troulet                             |           | Maire de Meung-sur-Loire (1912-?)                                                                           |
|                                          |         |                                              |           | |
|                                          | 1940    | François Gaumet                              | Droite    | Notaire, maire d'Épieds-en-Beauce, ancien conseiller général, ancien député (1928-1932)                     |
| 1940                                     |         |                                              |           | Les conseils d'arrondissement ont été suspendus par la loi du 12 octobre 1940 et n'ont jamais été réactivés |
| Les données manquantes sont à compléter. |         |                                              |           | |

### Conseillers départementaux depuis 2015
| Période élective | Période élective | Mandat | Mandat   | Identité            | Nuance | Nuance | Qualité |
| ---------------- | ---------------- | ------ | -------- | ------------------- | ------ | ------ | --- |
| 2015             | 2021             | 2015   | 2021     | Pascal Gudin        |        | DVD    | Ancien maire d'Artenay (2008-2020) |
| 2015             | 2021             | 2015   | 2021     | Pauline Martin      |        | LR     | Maire de Meung-sur-Loire (2008-2023), 1ère Vice-présidente du Conseil départemental |
| 2021             | 2028             | 2021   | en cours | Thierry Bracquemond |        | LR     | Agriculteur, maire de Huêtre depuis 2008, Président de la Communauté de communes de la Beauce loirétaine |
| 2021             | 2028             | 2021   | en cours | Pauline Martin      |        | LR     | Maire de Meung-sur-Loire (2008-2023), Présidente de la Communauté de communes des Terres du Val de Loire (jusqu'en 2023), Présidente de l'association des maires du Loiret (jusqu'en 2023) Sénatrice depuis septembre 2023 |

### Résultats détaillés

#### Élections de mars 2015
À l'issue du 1er tour des élections départementales de 2015, deux binômes sont en ballottage : Pascal Gudin et Pauline Martin (Union de la Droite, 45,78 %) et Isabelle Falet et David Lhermitte (FN, 29,34 %). Le taux de participation est de 50,33 % (12 392 votants sur 24 623 inscrits) contre 49,98 % au niveau départemental et 50,17 % au niveau national.
Au second tour, Pascal Gudin et Pauline Martin (Union de la Droite) sont élus avec 64,47 % des suffrages exprimés et un taux de participation de 50,53 % (7 327 voix pour 12 444 votants et 24 629 inscrits).

#### Élections de juin 2021
Le premier tour des élections départementales de 2021 est marqué par un très faible taux de participation (33,26 % au niveau national). Dans le canton de Meung-sur-Loire, ce taux de participation est de 34,48 % (8 638 votants sur 25 054 inscrits) contre 32,6 % au niveau départemental. À l'issue de ce premier tour, deux binômes sont en ballottage : Thierry Bracquemond et Pauline Martin (LR, 56,89 %) et Quentin Fuche et Flavie Sauger (RN, 24,42 %).
Le second tour des élections est marqué une nouvelle fois par une abstention massive équivalente au premier tour. Les taux de participation sont de 34,36 % au niveau national, 32,79 % dans le département et 34,39 % dans le canton de Meung-sur-Loire. Thierry Bracquemond et Pauline Martin (LR) sont élus avec 73,71 % des suffrages exprimés (5 955 voix pour 8 619 votants et 25 061 inscrits),,. 

## Composition

### Composition de 1801 à 2015

Situation du canton de Meung-sur-Loire dans le département du Loiret avant 2015.

Le canton de Meung-sur-Loire, d'une superficie de 223 km2, est composé de dix communes.
| Nom                         | Code Insee | Codepostal | Superficie (km2) | Population (dernière pop. légale) | Densité (hab./km2) |
| --------------------------- | ---------- | ---------- | ---------------- | --------------------------------- | ------------------ |
| Meung-sur-Loire (chef-lieu) | 45203      | 45130      | 20,35            | 6 115 (2012)                      | 300                |
| Baccon                      | 45019      | 45130      | 33,02            | 723 (2012)                        | 22                 |
| Le Bardon                   | 45020      | 45130      | 12,23            | 1 044 (2012)                      | 85                 |
| Chaingy                     | 45067      | 45380      | 21,69            | 3 551 (2012)                      | 164                |
| Charsonville                | 45081      | 45130      | 24,55            | 580 (2012)                        | 24                 |
| Coulmiers                   | 45109      | 45130      | 14,28            | 556 (2012)                        | 39                 |
| Épieds-en-Beauce            | 45134      | 45130      | 40,22            | 1 450 (2012)                      | 36                 |
| Huisseau-sur-Mauves         | 45167      | 45130      | 37,16            | 1 658 (2012)                      | 45                 |
| Rozières-en-Beauce          | 45264      | 45130      | 9,17             | 191 (2012)                        | 21                 |
| Saint-Ay                    | 45269      | 45130      | 10,07            | 3 188 (2012)                      | 317                |

### Composition à partir de 2015
Le canton de Meung-sur-Loire comprend trente-deux communes.
| Nom                                     | Code Insee | Intercommunalité              | Superficie (km2) | Population (dernière pop. légale) | Densité (hab./km2) | Modifier                                    |
| --------------------------------------- | ---------- | ----------------------------- | ---------------- | --------------------------------- | ------------------ | ------------------------------------------- |
| Meung-sur-Loire (bureau centralisateur) | 45203      | CC des Terres du Val de Loire | 20,35            | 6 621 (2022)                      | 325                | modifier les données · modifier les données |
| Artenay                                 | 45008      | CC de la Beauce Loirétaine    | 20,50            | 2 009 (2022)                      | 98                 | modifier les données · modifier les données |
| Le Bardon                               | 45020      | CC des Terres du Val de Loire | 12,23            | 970 (2022)                        | 79                 | modifier les données · modifier les données |
| Boulay-les-Barres                       | 45046      | CC de la Beauce Loirétaine    | 12,45            | 1 061 (2022)                      | 85                 | modifier les données · modifier les données |
| Bricy                                   | 45055      | CC de la Beauce Loirétaine    | 12,66            | 542 (2022)                        | 43                 | modifier les données · modifier les données |
| Bucy-le-Roi                             | 45058      | CC de la Beauce Loirétaine    | 4,58             | 177 (2022)                        | 39                 | modifier les données · modifier les données |
| Bucy-Saint-Liphard                      | 45059      | CC de la Beauce Loirétaine    | 17,84            | 208 (2022)                        | 12                 | modifier les données · modifier les données |
| Cercottes                               | 45062      | CC de la Beauce Loirétaine    | 24,24            | 1 477 (2022)                      | 61                 | modifier les données · modifier les données |
| Chaingy                                 | 45067      | CC des Terres du Val de Loire | 21,69            | 4 081 (2022)                      | 188                | modifier les données · modifier les données |
| La Chapelle-Onzerain                    | 45074      | CC de la Beauce Loirétaine    | 7,06             | 110 (2022)                        | 16                 | modifier les données · modifier les données |
| Charsonville                            | 45081      | CC des Terres du Val de Loire | 24,55            | 611 (2022)                        | 25                 | modifier les données · modifier les données |
| Chevilly                                | 45093      | CC de la Beauce Loirétaine    | 41,76            | 2 653 (2022)                      | 64                 | modifier les données · modifier les données |
| Coinces                                 | 45099      | CC de la Beauce Loirétaine    | 21,63            | 498 (2022)                        | 23                 | modifier les données · modifier les données |
| Coulmiers                               | 45109      | CC des Terres du Val de Loire | 14,28            | 565 (2022)                        | 40                 | modifier les données · modifier les données |
| Épieds-en-Beauce                        | 45134      | CC des Terres du Val de Loire | 40,22            | 1 446 (2022)                      | 36                 | modifier les données · modifier les données |
| Gémigny                                 | 45152      | CC de la Beauce Loirétaine    | 14,17            | 218 (2022)                        | 15                 | modifier les données · modifier les données |
| Gidy                                    | 45154      | CC de la Beauce Loirétaine    | 23,91            | 2 015 (2022)                      | 84                 | modifier les données · modifier les données |
| Huêtre                                  | 45166      | CC de la Beauce Loirétaine    | 13,15            | 282 (2022)                        | 21                 | modifier les données · modifier les données |
| Huisseau-sur-Mauves                     | 45167      | CC des Terres du Val de Loire | 37,16            | 1 754 (2022)                      | 47                 | modifier les données · modifier les données |
| Lion-en-Beauce                          | 45183      | CC de la Beauce Loirétaine    | 7,00             | 122 (2022)                        | 17                 | modifier les données · modifier les données |
| Patay                                   | 45248      | CC de la Beauce Loirétaine    | 13,80            | 2 341 (2022)                      | 170                | modifier les données · modifier les données |
| Rouvray-Sainte-Croix                    | 45262      | CC de la Beauce Loirétaine    | 9,47             | 136 (2022)                        | 14                 | modifier les données · modifier les données |
| Rozières-en-Beauce                      | 45264      | CC des Terres du Val de Loire | 9,17             | 181 (2022)                        | 20                 | modifier les données · modifier les données |
| Ruan                                    | 45266      | CC de la Beauce Loirétaine    | 16,26            | 205 (2022)                        | 13                 | modifier les données · modifier les données |
| Saint-Ay                                | 45269      | CC des Terres du Val de Loire | 10,07            | 3 691 (2022)                      | 367                | modifier les données · modifier les données |
| Saint-Péravy-la-Colombe                 | 45296      | CC de la Beauce Loirétaine    | 18,96            | 768 (2022)                        | 41                 | modifier les données · modifier les données |
| Saint-Sigismond                         | 45299      | CC de la Beauce Loirétaine    | 14,93            | 270 (2022)                        | 18                 | modifier les données · modifier les données |
| Sougy                                   | 45313      | CC de la Beauce Loirétaine    | 28,25            | 835 (2022)                        | 30                 | modifier les données · modifier les données |
| Tournoisis                              | 45326      | CC de la Beauce Loirétaine    | 14,94            | 383 (2022)                        | 26                 | modifier les données · modifier les données |
| Trinay                                  | 45330      | CC de la Beauce Loirétaine    | 17,22            | 210 (2022)                        | 12                 | modifier les données · modifier les données |
| Villamblain                             | 45337      | CC de la Beauce Loirétaine    | 25,95            | 279 (2022)                        | 11                 | modifier les données · modifier les données |
| Villeneuve-sur-Conie                    | 45341      | CC de la Beauce Loirétaine    | 17,97            | 192 (2022)                        | 11                 | modifier les données · modifier les données |
| Canton de Meung-sur-Loire               | 4510       |                               | 588,42           | 36 911 (2022)                     | 63                 | modifier les données                        |

## Démographie

### Évolution démographique

#### Démographie avant 2015
En 2012, le canton comptait 19 056 habitants.
| 1962   | 1968   | 1975   | 1982   | 1990   | 1999   | 2006   | 2011   | 2012   |
| ------ | ------ | ------ | ------ | ------ | ------ | ------ | ------ | ------ |
| 10 218 | 10 510 | 11 749 | 15 785 | 16 962 | 17 508 | 18 230 | 18 955 | 19 056 |

#### Démographie depuis 2015
En 2022, le canton comptait 36 911 habitants, en évolution de +3,72 % par rapport à 2016 (Loiret : +1,89 %, France hors Mayotte : +2,11 %).
| 2013   | 2018   | 2022   |
| ------ | ------ | ------ |
| 34 818 | 36 076 | 36 911 |

### Âge de la population
La pyramide des âges, à savoir la répartition par sexe et âge de la population, du canton de Meung-sur-Loire en 2009 ainsi que, comparativement, celle du département du Loiret la même année sont représentées avec les graphiques ci-dessous.
La population du canton comporte 49,6 % d'hommes et 50,4 % de femmes. Elle présente en 2009 une structure par grands groupes d'âge légèrement plus jeune que celle de la France métropolitaine. 
Il existe en effet 119 jeunes de moins de 20 ans pour cent personnes de plus de 60 ans, alors que pour la France l'indice de jeunesse, qui est égal à la division de la part des moins de 20 ans par la part des plus de 60 ans, est de 1,06. L'indice de jeunesse du canton est également supérieur à celui  du département (1,1) et à celui de la région (0,95).
| Hommes | Classe d’âge | Femmes |
| ------ | ------------ | ------ |
| 0,5    | 90 ans ou +  | 1,4    |
| 5,5    | 75 à 89 ans  | 8,9    |
| 13,5   | 60 à 74 ans  | 13,5   |
| 21,2   | 45 à 59 ans  | 20,7   |
| 21,7   | 30 à 44 ans  | 21,4   |
| 16,4   | 15 à 29 ans  | 15,3   |
| 21,1   | 0 à 14 ans   | 18,9   |

| Hommes | Classe d’âge | Femmes |
| ------ | ------------ | ------ |
| 0,4    | 90 ans ou +  | 1,1    |
| 6,6    | 75 à 89 ans  | 9,5    |
| 13,4   | 60 à 74 ans  | 13,9   |
| 20,1   | 45 à 59 ans  | 20,0   |
| 20,3   | 30 à 44 ans  | 19,5   |
| 19,3   | 15 à 29 ans  | 17,7   |
| 19,9   | 0 à 14 ans   | 18,2   |